# Lemmenspark
Het Lemmenspark, ook wel het Alexianenpark genoemd, is een park in de Belgische stad Leuven. Het park is gelegen tussen de Brusselsesteenweg (N2), de ringweg R23 en het UZ Leuven Campus Gasthuisberg.

## Geschiedenis
Het Lemmenspark werd eind 19de eeuw aangelegd als tuin van het klooster van de Leuvense cellenbroeders, die zich in 1889 aan de Brusselsepoort vestigden nadat hun klooster in de Brusselsestraat eerder dat jaar afbrandde. Het park was aanvankelijk 17 ha groot en in het klooster werden ook geesteszieken opgevangen. Thans huisvest het voormalige klooster het Lemmensinstituut, een onderwijsinstelling voor zowel kunstsecundair onderwijs als hoger kunstonderwijs (LUCA School of Arts). Sinds de jaren 1960 is aan de rand van het park ook het Johannes XXIII-seminarie gevestigd, een seminarie voor de Nederlandstalige priesterkandidaten van het aartsbisdom Mechelen-Brussel.
Sinds 2000 is het park eigendom van de Katholieke Universiteit Leuven en toegankelijk voor het brede publiek. Het park werd echter verwaarloosd en in 2015 werkten het UZ Leuven en het Regionaal Landschap Dijleland samen om het park op te waarden en toegankelijker te maken.